# Фуэнте Овехуна
«Фуэнте Овехуна» или «Овечий источник» (исп. Fuenteovejuna) — историческая пьеса испанского драматурга Лопе де Веги, написанная примерно в 1612—1614 годах и впервые опубликованная в 1619 году. Стала литературной основой балета «Лауренсия».

## Сюжет
Пьеса рассказывает о реальных исторических событиях. Её действие происходит в 1476 году в деревне Фуэнте Овехуна (Овечий источник) в Кастилии. Местные жители, возмущённые притеснениями со стороны Фернандо Переса де Гусмана, командора ордена Калатрава, восстают и убивают его. Арестованные властями, они даже под пытками на вопрос «Кто убил командора?» отвечают: «Фуэнте Овехуна». Позже в происходящее вмешиваются «католические короли» Фердинанд и Изабелла: они отбирают деревню у ордена Калатрава и включают её в состав домена, а убийство оставляют «без воздаянья».
Основным источником сюжетного материала для драматурга стала предположительно «Хроника трёх военных орденов» Радеса и Андрада, впервые опубликованная в 1572 году.

## Значение
Советский литературовед К. Н. Державин видел в пьесе проявление «глубинного демократизма» и «антифеодализма», характерного для драматургии Лопе де Вега. По мнению В. С. Узина, в основе сюжета обычные для драматурга мотивы любви и чести, но при этом в драме есть принципиальное отличие: «по существу героями являются здесь королевская власть и сплоченная крестьянская масса; отдельные персонажи играют роль лишь вспомогательных фигур и поглощаются этими двумя силами».
Н. И. Балашов причислял «Фуэнте Овехуну» к «одной из самых ярких», наряду с «Саламейским алькальдом» Кальдерона и «Ткачом из Сеговии» Аларкона, «народно-революционных драм Золотого века, показывающей связь истинного патриотизма с народно-освободительной борьбой».